# كأس غوام
كأس غوام وتسمى رسمياً (كأس اتحاد غوام لكرة القدم) (بالإنجليزية: Guam Football Association Cup)‏، هي بطولة رسمية لكرة القدم في غوام.

## وصلة خارجية
- Guam - List of Cup Winners, RSSSF.com